# Dualidad (geometría proyectiva)

Configuraciones duales: un cuadrángulo y un cuadrilátero

Para nociones generales de dualidad en matemáticas, véase dualidad
En geometría, una característica llamativa del plano proyectivo es la simetría entre los papeles que desempeñan puntos y rectas en numerosas definiciones y teoremas. La dualidad en el (plano) es la formalización de este concepto.
Existen dos enfoques para el tema de la dualidad, uno a través del lenguaje (mediante el Principio de dualidad); y el otro es un enfoque más funcional, a través de una aplicación especial. Ambos son completamente equivalentes y cualquiera de los tratamientos tiene como punto de partida la correspondiente versión de los axiomas de las geometrías consideradas. 
En el enfoque funcional existe una correspondencia entre las geometrías relacionadas, que se denomina dualidad. Tal correspondencia se puede establecer de muchas maneras. El concepto de dualidad en el plano se extiende fácilmente a la dualidad espacial, y más aún, a la dualidad en cualquier geometría proyectiva de dimensión finita.

## Principio de dualidad
Un plano proyectivo C se puede definir axiomáticamente como una estructura de incidencia, en términos de: 
- Un conjunto de puntos P
- Un conjunto de rectas L
- Y una matriz de incidencia I que determina qué puntos se encuentran en qué rectas

Estos conjuntos se pueden usar para definir una estructura dual plana.
Intercambiando el papel de puntos y rectas en
C = (P, L, I)
se obtiene la estructura dual
C∗ = (L, P, I∗),
donde I∗ es la relación inversa de I. El resultado, C∗, es también un plano proyectivo, llamado el plano dual de C.
Si C y C∗ son isomorfos, entonces C se denomina auto-dual. Los planos proyectivos PG(2, K) para cualquier campo K (o, más generalmente, para cada anillo de división (campo asimétrico) isomorfo para su dual) son autoduales. En particular, los planos desarguesianos de orden finito son siempre autoduales. Sin embargo, existen planos no desarguesianos que no son autoduales, como los planos de Hall y algunos que sí lo son, como los planos de Hughes.
En un plano proyectivo, una afirmación que implica puntos, rectas y relaciones de incidencia entre ellos que se obtiene de otra declaración al intercambiar las palabras "punto" y "recta" y hacer los ajustes gramaticales necesarios, se denomina declaración dual plana del primero. La declaración dual del plano en la que se afirma que  "Dos puntos están en una única recta" se corresponde con "Dos rectas se encuentran en un único punto". Formar el plano dual de un enunciado se conoce como dualizar el enunciado.
Si un enunciado es verdadero en un plano proyectivo C, entonces la declaración dual de ese enunciado debe ser verdadera en el plano dual C∗. Esto es consecuencia de que la dualización de cada enunciado probado "en C" produce la correspondiente prueba dualizada "en C∗".
El Principio de dualidad del plano establece que la dualización de cualquier teorema en un plano proyectivo autodual C produce otro teorema válido en el propio C.
Los conceptos anteriores se pueden generalizar para tratar la dualidad espacial, donde los términos "puntos" y "planos" se intercambian (y las rectas siguen siendo rectas). Esto lleva al Principio de dualidad del espacio.
Estos principios proporcionan una buena razón para preferir usar términos "simétricos" para la relación de incidencia. Por lo tanto, en lugar de decir "un punto se encuentra en una recta", se debería decir "un punto incide con una recta", dado que de esta manera la dualización solo implicaría intercambiar los términos punto y recta ("una recta incide con un punto").
La validez del Principio de dualidad del plano se deriva de la definición axiomática de un plano proyectivo. Los tres axiomas de esta definición pueden escribirse de modo que sean afirmaciones autoduales que implican que el dual de un plano proyectivo es también un plano proyectivo. El dual de una afirmación verdadera en un plano proyectivo es, por lo tanto, una afirmación verdadera en el plano proyectivo dual, lo que implica que para los planos autoduales, el dual de una afirmación verdadera en ese plano, también es una afirmación verdadera en el propio plano.

### Teoremas duales
Como plano proyectivo real, PG(2, R), es autodual,  existe una serie de parejas de resultados bien conocidos que son duales uno del otro. Algunos de estos son:
- Teorema de Desargues ⇔ Conversión del teorema de Desargues
- Teorema de Pascal ⇔ Teorema de Brianchon
- Teorema de Menelao ⇔ Teorema de Ceva

### Configuraciones duales
Además de las declaraciones, también se pueden dualizar los sistemas de puntos y rectas.
Un conjunto de m puntos y de n rectas se denomina (mc, nd) configuración si c las n rectas pasan por cada punto y d de los m puntos se encuentran en cada recta. El dual de una configuración (mc, nd), es una configuración (nd, mc). Por lo tanto, el dual de un cuadrángulo, una configuración (43, 62) de cuatro puntos y seis rectas, es un cuadrilátero, una configuración (62, 43) de seis puntos y cuatro rectas.
El conjunto de todos los puntos de una recta, denominado rango proyectivo, tiene como dual un haz de rectas, el conjunto de todas las rectas que inciden en un punto dado.

## Dualidad como aplicación

### Dualidades del plano
Una dualidad plana es una aplicación de un plano proyectivo C = (P, L, I) sobre su plano dual C∗ = (L, P, I∗) (véase Principio de dualidad) que conserva sus relaciones de incidencia. Es decir, una dualidad del plano σ asignará puntos a rectas y rectas a puntos (Pσ = L y Lσ = P) de tal manera que si un punto Q está en una recta m (denotada por Q I m) entonces Q I m ⇔ mσ I∗Qσ. Una dualidad plana que es un isomorfismo se denomina correlación. Recíprocamente, la existencia de una correlación significa que el plano proyectivo C es autodual.
El plano proyectivo C en esta definición no necesita ser un plano desarguesiano. Sin embargo, si lo es, esto es, si C = PG(2, K) siendo K un anillo de división (asimétrico), entonces una dualidad, como se define a continuación para espacios proyectivos generales, produce una dualidad de plano en C que satisface la definición anterior.

### En espacios proyectivos generales
Una dualidad δ de un espacio proyectivo es una permutación de los subespacios de PG(n, K) (también denotada por KPn), siendo K un cuerpo (o más generalmente un anillo de división) que invierte la inclusión, que es:
S ⊆ T implica que Sδ ⊇ Tδ para todos los subespacios S, T de PG(n, K).
En consecuencia, una dualidad intercambia objetos de dimensión r con objetos de dimensión n − 1 − r (= codimension r + 1). Es decir, en un espacio proyectivo de dimensión n, los puntos (de dimensión 0) corresponden a hiperplanos (de codimension 1), las rectas que unen dos puntos (de dimensión 1) corresponden a la intersección de dos hiperplanos (de codimension 2), y así sucesivamente.

#### Clasificación de dualidades
Nota: En esta sección, se usa la terminología geométrica tradicional de "espacios vectoriales a la derecha (o a la izquierda) sobre campos asimétricos (skewfields en inglés)" en lugar de los términos algebraicos "módulos sobre un anillo de división".
El "dual" V∗ de un espacio vectorial de dimensión finita (a la derecha) V sobre un campo asimétrico K se puede considerar como un espacio vectorial (a la derecha) de la misma dimensión sobre el campo asimétrico opuesto Ko. Existe, por lo tanto, una biyección de inversión inclusiva entre los espacios proyectivos PG(n, K) y PG(n, Ko). Si K y Ko son isomorfos, entonces existe una dualidad en PG(n, K). Por el contrario, si PG(n, K) admite una dualidad para n > 1, entonces K y Ko son isomorfos.
Sea π una dualidad de PG(n, K) para n > 1. Si π está compuesto con el isomorfismo natural entre PG(n, K) y PG(n, Ko), la composición θ es una biyección de preservación de la incidencia entre PG(n, K) y PG(n, Ko). Por el Teorema fundamental de la geometría proyectiva θ es inducido por una aplicación semilineal T: V → V∗ con isomorfismo asociado σ: K → Ko, que se puede ver como un antiautomorfismo de K. En la literatura clásica, π en general se denominaría una reciprocidad, y si σ = id entonces se llamaría una correlación (y K necesariamente sería un campo). Algunos autores suprimen el papel del isomorfismo natural y llaman a θ una dualidad. Cuando se da esta condición, una dualidad se puede considerar como una colineación entre un par de espacios proyectivos especialmente relacionados y se denomina reciprocidad. Si esta colineación es una proyectividad, entonces se denomina correlación.
Sea Tw = T(w) que denota el funcional lineal de V∗ asociado con el vector w en V. Defínase la forma φ: V × V → K por:
{\displaystyle \varphi (v,w)=T_{w}(v).}
φ es una forma sesquilineal no degenerada con antiautomorfismo acompañante σ.
Cualquier dualidad de PG(n, K) para n > 1 es inducida por una forma sesquilineal no degenerada en el espacio vectorial subyacente (con un antiautomorfismo acompañante) y viceversa.

## Formulación en coordenadas homogéneas
Las coordenadas homogéneas se pueden usar para dar una descripción algebraica de las dualidades. Para simplificar este análisis, se asume que K es un campo, pero que las conclusiones se pueden hacer extensivas de la misma manera cuando K es un campo asimétrico siempre que se preste atención al hecho de que la multiplicación no tiene por qué ser una operación commutativa.
Los puntos de PG(n,K) se pueden tomar como los vectores distintos de cero en el espacio vectorial (n + 1)-dimensional sobre K, donde se identifican dos vectores que difieran por un factor escalar. Otra forma de decirlo es que los puntos del espacio proyectivo n-dimensional son los subspacios vectoriales unidimensionales, que se pueden visualizar como las rectas que pasan a través del origen en Kn+1. También los subespacios n-dimensionales (vectoriales) de Kn+1 representan hiperplanos (n − 1)-dimensionales (geométricos) del espacio proyectivo n sobre K, es decir, PG(n, K).
Un vector u = (u0, u1, ..., un) distinto de cero en Kn+1 también determina un subespacio (n − 1)-dimensional geométrico (hiperplano) Hu, dado por
Hu = {(x0 ,x1, ..., xn) : u0x0 + ... + unxn = 0}.
Cuando un vector u se usa para definir un hiperplano de esta manera, se denotará como uH, mientras que si designa un punto, se utilizará el término uP. Se denominan coordenadas de punto o coordenadas de hiperplano respectivamente (en el importante caso de dos dimensiones, las coordenadas de hiperplano se llaman coordenadas de recta). Algunos autores distinguen cómo se debe interpretar un vector escribiendo las coordenadas de hiperplano como vectores horizontales (fila) mientras que las coordenadas de punto se escriben como vectores verticales (columna). Por lo tanto, si u es un vector columna, se tendría que uP = u mientras que uH = uT. En términos del producto escalar habitual, Hu = {xP : uH • xP = 0}. Como K es un campo, el producto escalar es simétrico, es decir, uH • xP = u0x0 + u1x1 + ... + unxn = x0u0 + x1u1 + ... + xnun = xH • uP.

### Un ejemplo fundamental
Puede establecerse una reciprocidad simple (en realidad, una correlación) entre puntos e hiperplanos mediante uP ↔ uH, que se extiende a una reciprocidad entre la recta generada por dos puntos y la intersección de dos de tales hiperplanos, y así sucesivamente.
Específicamente, en el plano proyectivo, PG(2, K), con un campo K, se tiene la correlación dada por: puntos en coordenadas homogéneas (a, b, c) ↔ rectas con las ecuaciones ax + by + cz = 0. En un espacio proyectivo, PG(3, K), la correlación es dada por: puntos en coordenadas homogéneas (a, b, c, d) ↔ planos con ecuaciones ax + by + cz + dw = 0. Esta correlación también implica una aplicación de una recta determinada por dos puntos, (a1, b1, c1, d1) y (a2, b2, c2, d2), con la recta que es la intersección de los dos planos con las ecuaciones a1x + b1y + c1z + d1w = 0 y a2x + b2y + c2z + d2w = 0.
La forma sesquilineal asociada para esta correlación es:
φ(u, x) = uH • xP = u0x0 + u1x1 + ... + unxn,
donde el antiautomorfismo acompañante es σ = id. Por lo tanto se trata de una forma bilineal (téngase en cuenta que K debe ser un campo). Esto se puede escribir en forma de matriz (con respecto a la base estándar) como:
φ(u, x) = uH G xP,
donde G es el (n + 1) × (n + 1) matriz identidad, utilizando la convención de que uH es un vector fila y xP es un vector columna.
La correlación viene dada por:
{\displaystyle \pi (\mathbf {x} _{P})=(G\mathbf {x} _{P})^{\mathsf {T}}=(\mathbf {x} _{P})^{\mathsf {T}}=\mathbf {x} _{H}.}

#### Interpretación geométrica en el plano proyectivo real
Esta correlación en el caso de PG(2, R) puede describirse geométricamente utilizando el modelo del plano real proyectivo que es una "una esfera de radio unidad con antípodas identificadas", o lo que es lo mismo, el modelo de rectas y planos que pasan a través del origen del espacio vectorial R3. Esto asocia a cualquier recta que pasa través del origen el único plano que también pasa través del origen que es perpendicular (ortogonal) a la recta. Cuando, en el modelo, estas rectas se consideran como puntos y los planos se consideran como las rectas del plano proyectivo PG(2, R), esta asociación se convierte en una correlación (en realidad, en una polaridad) del plano proyectivo. El modelo de esfera se obtiene al intersecar las rectas y planos a través del origen con una esfera de radio unidad centrada en el origen. Las rectas se encuentran con la esfera en puntos antipodales que luego deben identificarse para obtener un punto del plano proyectivo, y los planos se encuentran con la esfera en circunferencias máximas que son, por lo tanto, las rectas del plano proyectivo.
Que esta asociación "preserva" la incidencia se ve más fácilmente desde el modelo de rectas y planos. Un punto incidente con una recta en el plano proyectivo corresponde a una recta a través del origen que se encuentra en un plano que pasa a través del origen en el modelo. Al aplicar la asociación, el plano se convierte en una recta que pasa por el origen perpendicular al plano al que está asociada. Esta recta imagen es perpendicular a cada recta del plano que pasa por el origen, en particular a la recta original (punto del plano proyectivo). Todas las rectas que son perpendiculares a la recta original en el origen se encuentran en el único plano que es ortogonal a la recta original, es decir, el plano de la imagen bajo la aplicación. Por lo tanto, la recta imagen se encuentra en el plano imagen y la asociación conserva la incidencia.

### Forma matricial
Como en el ejemplo anterior, se pueden usar matrices para representar dualidades. Sea π una dualidad de PG(n, K) para n > 1 y sea φ la forma sesquilínea asociada (con el antiautomorfismo complementario σ) en el espacio vectorial n + 1-dimensional subyacente V. Dada una base { ei }  de V, se puede representar esta forma de la siguiente manera:
{\displaystyle \varphi (\mathbf {u} ,\mathbf {x} )=\mathbf {u} ^{\mathsf {T}}G(\mathbf {x} ^{\sigma }),}
donde G es una matriz (n + 1) × (n + 1) no singular sobre K y los vectores se escriben como vectores columna. La notación xσ significa que el antiautomorfismo σ se aplica a cada coordenada del vector x.
La dualidad en términos de coordenadas de puntos viene dada por:
{\displaystyle \pi (\mathbf {x} )=(G(\mathbf {x} ^{\sigma }))^{\mathsf {T}}.}

## Polaridad
Una dualidad que es una involución (de orden dos) se llama polaridad. Es necesario distinguir entre las polaridades de los espacios proyectivos generales y las que surgen de la definición ligeramente más general de dualidad plana. También es posible dar declaraciones más precisas en el caso de una geometría finita, por lo que se hace hincapié en los resultados en planos proyectivos finitos.

### Polaridades de espacios proyectivos generales
Si π es una dualidad de PG(n, K), con K siendo un campo asimétrico, entonces π(S) = S⊥ define una notación común sobre un subespacio S de PG(n, K). Por lo tanto, una polaridad es una dualidad para la que S⊥⊥ = S para cada subespacio S de PG(n, K). También es común omitir mencionar el espacio dual y escribir, en términos de la forma sesquilínea asociada:
{\displaystyle S^{\bot }=\{\mathbf {u} {\text{ in }}V\colon \varphi (\mathbf {u} ,\mathbf {x} )=0{\text{ para todo }}\mathbf {x} {\text{ en }}S\}.}
Una forma sesquilineal φ es "reflexiva" si φ(u, x) = 0 implica φ(x, u) = 0.
Una dualidad es una polaridad si y solo si la forma sesquilínea (no degenerada) que la define es reflexiva.
Las polaridades han sido clasificadas como resultado de los trabajos deBirkhoff y von Neumann (1936), que se han reproducido varias veces. Sea V un espacio de vectores (a izquierdas) sobre el campo asimétrico K y sea φ una forma sesquilínea no degenerativa reflexiva en V con anti-automorfismo acompañante σ. Si φ es la forma sesquilineal asociada con una polaridad, entonces:
1. σ = id (por lo tanto, K es un campo) y φ(u, x) = φ(x, u) para todos los u, x en V, es decir, φ es una forma bilineal. En este caso, la polaridad se llama ortogonal (u ordinaria). Si la característica del campo K es dos, entonces en este caso debe existir un vector z con φ(z, z) ≠ 0, y la polaridad se llama pseudopolaridad.[14]
2. σ = id (por lo tanto, K es un campo) y φ(u, u) = 0 para todos los u en V. La polaridad se denomina polaridad nula (o una polaridad simpléctica) y solo puede existir cuando la dimensión proyectiva n es impar.
3. σ2 = id ≠ σ (aquí K no necesita ser un campo) y φ(u, x) = φ(x, u)σ para todos los u, x en V. Tal polaridad se denomina polaridad unitaria (o una polaridad hermítica).

Un punto P de PG(n, K) es un punto absoluto (punto autoconjugado) con respecto a la polaridad ⊥ si P I P⊥. De forma similar, un hiperplano H es un hiperplano absoluto (hiperplano autoconjugado) si H⊥ I H. Expresado en otros términos, un punto x es un punto absoluto de polaridad π con forma sesquilínea asociada φ si φ(x, x) = 0 y si φ está escrito en términos matriciales como G, xT G xσ = 0.
Se puede describir el conjunto de puntos absolutos de cada tipo de polaridad. Nuevamente se restringe el análisis al caso en el que K sea un campo.
1. Si K es un campo cuya característica no es dos, el conjunto de puntos absolutos de una polaridad ortogonal forma una cuádrica no singular (si K es infinito, podría estar vacío). Si la característica es dos, los puntos absolutos de una pseudopolaridad forman un hiperplano.
2. Todos los puntos del espacio PG(2s + 1, K) son puntos absolutos de una polaridad nula.
3. Los puntos absolutos de una polaridad hermítica forman una variedad hermítica, que puede estar vacía si K es infinito.

Cuando está compuesta consigo misma, la correlación φ(xP) = xH (en cualquier dimensión) produce la función identidad, por lo que es una polaridad. El conjunto de puntos absolutos de esta polaridad serían los puntos cuyas coordenadas homogéneas satisfacen la ecuación:
xH • xP = x0x0 + x1x1 + ... + xnxn = x02 + x12 + ... + xn2 = 0.
Los puntos que se encuentran en este conjunto dependen del campo K. Si K = R, entonces el conjunto está vacío, no hay puntos absolutos (ni hiperplanos absolutos). Por otro lado, si K = C entonces el conjunto de puntos absolutos forma una cuádrica no degenerada (un cónica en un espacio de dos dimensiones). Si K es un cuerpo finito de característica impar, los puntos absolutos también forman una cuádrica, pero si la característica es par los puntos absolutos forman un hiperplano (esto es un ejemplo de una pseudopolaridad).
Bajo cualquier dualidad, el punto P se llama el "polo" del hiperplano P⊥, y este hiperplano se llama el "polar" del punto P. Usando esta terminología, los puntos absolutos de una polaridad son los puntos que inciden con sus polares y los hiperplanos absolutos son los hiperplanos que inciden con sus polos.

### Polaridades en planos proyectivos finitos
Según el teorema de Wedderburn cada campo asimétrico finito es un campo y un automorfismo de orden dos (distinto de la identidad) que solo puede existir en un campo finito cuyo orden sea un cuadrado. Estos hechos ayudan a simplificar la situación general de los planos proyectivos finitos. Sea:
Si π es una polaridad del plano proyectivo finito desarguesiano PG(2, q) donde q = pe para algún primo p, entonces el número de puntos absolutos de π es q + 1 si π es ortogonal o q3/2 + 1 si π es unitario. En el caso ortogonal, los puntos absolutos se encuentran en una cónica si p es impar o forman una recta si p = 2. El caso unitario solo puede ocurrir si q es un cuadrado; los puntos absolutos y las rectas absolutas forman un unital.
En el caso del plano proyectivo general, donde la dualidad significa "dualidad plana", las definiciones de polaridad, elementos absolutos, polo y polar siguen siendo las mismas.
Sea P un plano de orden proyectivo n. Los argumentos de conteo pueden establecer que para una polaridad π de P:
El número de puntos (rectas) no absolutos incidentes con una recta (punto) no absoluta es par.
Además:
La polaridad π tiene al menos n + 1 puntos absolutos y si n no es un cuadrado, son exactamente n + 1 puntos absolutos. Si π tiene exactamente n + 1 puntos absolutos, entonces;
1. si n es impar, los puntos absolutos forman un óvalo cuyas tangentes son las rectas absolutas; o
2. si n es par, los puntos absolutos son colineales en una recta no absoluta.

Un límite superior en el número de puntos absolutos en el caso de que n sea un cuadrado fue dado por Seib y mediante un argumento puramente combinatorio se puede establecer que:
Una polaridad π en un plano proyectivo de orden cuadrado n = s2 tiene como máximo s3 + 1 puntos absolutos. Además, si el número de puntos absolutos es s3 + 1, los puntos absolutos y las rectas absolutas forman un unital (es decir, cada recta del plano cumple este conjunto de puntos absolutos en 1 o s + 1 puntos).

## Polos y polares

Polo y polar con respecto al círculo C. P y Q son puntos inversos, p es la polar de P, y P es el polo de p.

### Reciprocidad en el plano euclidiano
Un método que puede usarse para construir una polaridad del plano proyectivo real tiene, como punto de partida, una construcción de una dualidad parcial en el espacio bidimensional.
En el plano euclidiano, sea un círculo C con centro O y radio r. Para cada punto P que no sea O, se dfine un punto imagen Q tal que OP • OQ = r2. La  aplicación definida por P → Q se llama inversión con respecto al círculo C. La recta que pasa por p y Q que es perpendicular a la recta OP se denomina polar del punto P con respecto al círculo C.
Sea q una recta que no pase por el punto O. Tendiendo una perpendicular a O q, encontrándose con q en el punto P (este es el punto de q que está más cerca de O). La imagen Q de P de acuerdo con la inversión con respecto a C se denomina el polo de q. Si un punto M está en una recta q (que no pase por O), entonces el polo de q se encuentra en la polar de M y viceversa. El proceso de preservación de incidencia, en el que los puntos y las rectas se transforman en sus polares y polos con respecto a C se llama reciprocidad.
Para convertir este proceso en una correlación, el plano euclidiano (que no es un plano proyectivo) necesita expandirse al plano euclideo extendido agregando una recta del infinito y un punto del infinito que se encuentra en esta recta. En este plano expandido, se define la polar del punto O como la recta del infinito (y O es el polo de la recta en el infinito), y los polos de las rectas a través de O son los puntos del infinito donde, si una recta tiene pendiente s (≠ 0) su polo es el punto del infinito asociado a la clase de rectas paralelas con pendiente −1/s. El polo del eje x es el punto del infinito de las rectas verticales y el polo del eje y es el punto del infinito de las rectas horizontales.
La construcción de una correlación basada en la inversión en un círculo dada anteriormente se puede generalizar mediante el uso de la inversión en una sección cónica (en el plano real extendido). Las correlaciones construidas de esta manera son de orden dos, es decir, son polaridades.

#### Formulación algebraica

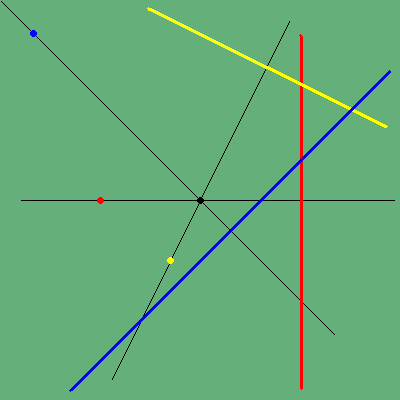
Tres pares de puntos y rectas duales: un par rojo, un par amarillo y un par azul.

Se describe esta polaridad algebraicamente siguiendo la construcción anterior en el caso de que C sea el círculo unitario (es decir, que r = 1) centrado en el origen.
Un punto afín P, que no sea el origen, con coordenadas cartesianas (a, b) tiene como inverso en el círculo unidad el punto Q con coordenadas,
{\displaystyle \left({\frac {a}{a^{2}+b^{2}}},{\frac {b}{a^{2}+b^{2}}}\right).}
La recta que pasa por Q que es perpendicular a la recta OP tiene la ecuación ax + by = 1.
Cambiando a coordenadas homogéneas usando la incrustación de (a, b) ↦ (a, b, 1), la extensión al plano proyectivo real se obtiene permitiendo que la última coordenada sea 0. Recordando que las coordenadas de punto se escriben como vectores columna y las coordenadas de recta como vectores fila, se puede expresar esta polaridad de la siguiente manera:
{\displaystyle \pi :\mathbb {R} P^{2}\rightarrow \mathbb {R} P^{2}}
tal que
{\displaystyle \pi \left((x,y,z)^{\mathsf {T}}\right)=(x,y,-z).}
O, usando la notación alternativa, π((x, y, z)P) = (x, y, −z)L. La matriz de la forma sesquilinear asociada (con respecto a la base estándar) es:
{\displaystyle G=\left({\begin{matrix}1&0&0\\0&1&0\\0&0&-1\end{matrix}}\right).}
Los puntos absolutos de esta polaridad vienen dados por las soluciones de:
{\displaystyle 0=P^{\mathsf {T}}GP=x^{2}+y^{2}-z^{2},}
donde PT= (x, y, z). Debe tenerse en cuenta que restringido al plano euclidiano (es decir, establecer z = 1), este es solo el círculo unitario, el círculo de inversión.

### Enfoque sintético

Triángulo diagonal P, Q, R del cuadrángulo A, B, J, K situado sobre una cónica. Son coincidentes los colores de los puntos diagonales y los de sus rectas polares.

La teoría de polos y polares de una cónica en un plano proyectivo puede desarrollarse sin el uso de coordenadas y ni de otros conceptos métricos.
Sea C una cónica en PG(2, F), donde F es un campo que no es de característica dos, y sea P un punto de este plano que no esté en C. Dos rectas secantes de la cónica distintas, como AB y JK determinan cuatro puntos en la cónica (A, B, J, K) que forman un cuadrángulo. El punto P es un vértice del triángulo diagonal de este cuadrángulo. La polar de P con respecto a C es el lado del triángulo diagonal opuesto a P.
La teoría de los conjugados armónicos de los puntos sobre una recta también se puede usar para definir esta relación. Usando la misma notación que arriba;
Si una recta variable a través del punto P es una secante de la cónica C, los conjugados armónicos de P con respecto a los dos puntos de C en la secante se encuentran todos en la "polar" de P.

### Propiedades
Las polaridades en un plano proyectivo poseen algunas propiedades remarcables:
- Dada una polaridad π, un punto P se encuentra en la recta q, la polar del punto Q si y solo si Q se encuentra en p, la polar de P.

- Los puntos P y Q que están en esta relación se denominan puntos conjugados con respecto a π. Los puntos absolutos se llaman autoconjugados de acuerdo con esta definición, ya que inciden con sus propias polares. Las rectas conjugadas se definen dualmente.

- Una recta que une dos puntos autoconjugados no puede ser una recta autoconjugada.

- Una recta no puede contener más de dos puntos autoconjugados.

- Una polaridad induce una involución de puntos conjugados en cualquier recta que no sea autoconjugada.

- Un triángulo en el que cada vértice es el polo del lado opuesto se denomina triángulo autopolar.

- Una correlación que aplica los tres vértices de un triángulo en sus lados opuestos, respectivamente, es una polaridad y este triángulo es autopolar con respecto a esta polaridad.

## Historia
El Principio de dualidad se debe a Joseph Diaz Gergonne (1771-1859), una de las máximas figuras del campo entonces emergente de la geometría analítica, fundador y editor de la primera revista dedicada por completo a las matemáticas, los Annales de mathématiques pures et appliquées. Gergonne y Charles Brianchon (1785-1864) desarrollaron el concepto de dualidad plana. Gergonne acuñó los términos "dualidad" y "polar" (aunque el término "polo" se debe a F.-J. Servois) y adoptó el estilo de escribir declaraciones duales una al lado de la otra en su diario.
Jean-Victor Poncelet (1788-1867), autor del primer texto sobre geometría proyectiva, "Traité des propriétés proyectives des figures", fue un geómetra sintético que desarrolló sistemáticamente la teoría de polos y polares con respecto a una cónica. Poncelet sostuvo que el Principio de dualidad era una consecuencia de la teoría de polos y polares.
A Julius Plücker (1801-1868) se le atribuye la ampliación del concepto de dualidad a espacios proyectivos tridimensionales y a dimensiones superiores.
Poncelet y Gergonne comenzaron como rivales serios pero amistosos, presentando sus diferentes puntos de vista y técnicas en artículos que aparecieron en los Annales de Gergonne. El antagonismo creció sobre el asunto de la prioridad al reclamar ambos el Principio de dualidad como propio. Un joven Plücker se vio envuelto en esta disputa cuando un documento que había presentado a Gergonne fue tan profusamente editado, que Poncelet se equivocó al creer que Plücker lo había plagiado. El ataque vitriólico de Poncelet fue contrarrestado por Plücker con el apoyo de Gergonne y en última instancia, la responsabilidad del malentendido recayó sobre Gergonne. Respecto a esta disputa, Pierre Samuel ha bromeado diciendo que ambos hombres estaban en el ejército francés y Poncelet era general mientras que Gergonne era un mero capitán, y el punto de vista Poncelet prevaleció, al menos entre sus contemporáneos franceses.

## Lecturas relacionadas
- Albert, A. Adrian; Sandler, Reuben (1968), An Introduction to Finite Projective Planes, New York: Holt, Rinehart and Winston.
- F. Bachmann, 1959. Aufbau der Geometrie aus dem Spiegelungsbegriff, Springer, Berlin.
- Bennett, M.K. (1995). Affine and Projective Geometry. New York: Wiley. ISBN 0-471-11315-8.
- Beutelspacher, Albrecht; Rosenbaum, Ute (1998). Projective Geometry: from foundations to applications. Cambridge: Cambridge University Press. ISBN 0-521-48277-1.
- Casse, Rey (2006), Projective Geometry: An Introduction, New York: Oxford University Press, ISBN 0-19-929886-6.
- Cederberg, Judith N. (2001). A Course in Modern Geometries. New York: Springer-Verlag. ISBN 0-387-98972-2.
- Coxeter, H. S. M., 1995.  The Real Projective Plane , 3ª ed. Springer Verlag.
- Coxeter, H. S. M., 2003. Projective Geometry, 2nd ed. Springer Verlag. ISBN 978-0-387-40623-7.
- Coxeter, H. S. M. (1969). Introduction to Geometry. New York: John Wiley & Sons. ISBN 0-471-50458-0.
- Garner, Lynn E. (1981). An Outline of Projective Geometry. New York: North Holland. ISBN 0-444-00423-8.
- Greenberg, M.J., 2007. "Geometrías euclidianas y no euclidianas", 4ª ed. Hombre libre.
- Hartshorne, Robin (2009), Foundations of Projective Geometry (2nd edición), Ishi Press, ISBN 978-4-87187-837-1.
- Hartshorne, Robin, 2000.  Geometría: Euclides y más allá . Saltador.
- Hilbert, D. y Cohn-Vossen, S., 1999.  Geometría y la imaginación , 2.ª ed. Chelsea.
- Kárteszi, F. (1976), Introduction to Finite Geometries, Amsterdam: North-Holland, ISBN 0-7204-2832-7.
- Mihalek, R.J. (1972). Projective Geometry and Algebraic Structures. New York: Academic Press. ISBN 0-12-495550-9.
- Ramanan, S. (August 1997). «Projective geometry». Resonance (Springer India) 2 (8): 87-94. ISSN 0971-8044. doi:10.1007/BF02835009.
- Stevenson, Frederick W. (1972), Projective Planes, San Francisco: W.H. Freeman and Company, ISBN 0-7167-0443-9.
- Veblen, Oswald; Young, J. W. A. (1938). Projective geometry. Boston: Ginn & Co. ISBN 978-1-4181-8285-4.